# Bonnay (Saona e Loira)
Bonnay è una frazione del comune di Bonnay-Saint-Ythaire, nel dipartimento della Saona e Loira, nella regione della Borgogna-Franca Contea; in precedenza comune autonomo, il 1º gennaio 2023 è confluito nel nuovo comune di Bonnay-Saint-Ythaire.

## Società

### Evoluzione demografica
Abitanti censiti